# Stazione di Neyagawashi
La stazione di Neyagawashi (寝屋川市駅?, Neyagawashi-eki) è una stazione ferroviaria delle Ferrovie Keihan situata nella città di Neyagawa nella prefettura di Osaka, in Giappone. La stazione è servita dalla linea Keihan Nakanoshima ed è dotata di 2 binari passanti su viadotto.

## Linee e servizi

### Treni
Ferrovie Keihan
● Linea principale Keihan

## Struttura
La stazione è costituita due marciapiedi laterali con duebinari passanti su viadotto.
| 1 | ● Linea principale Keihan | per Hirakatashi, Chūshojima, Sanjō e Demachiyanagi (ora di punta)         |
| 2 | ● Linea principale Keihan | per Moriguchishi, Kyōbashi, Yodoyabashi o Nakanoshima (linea Nakanoshima) |

## Stazioni adiacenti
| «                                                            | Servizio                                              | »                       |
| Linea principale Keihan                                      | Linea principale Keihan                               | Linea principale Keihan |
| ------------------------------------------------------------ | ----------------------------------------------------- | ----------------------- |
| Kayashima                                                    | Locale Semiespresso Subespresso Subespresso pendolari | Kōrien                  |
| Moriguchishi                                                 | Espresso                                              | Kōrien                  |
| Kyōbashi                                                     | Midnight Express                                      | Kōrien                  |
| Moriguchishi                                                 | Espresso Rapido                                       | Kōrien                  |
| Kyōbashi                                                     | Espresso Rapido Pendolari per Nakanoshima             | Kōrien                  |
| L'Espresso Limitato e l'Espresso Limitato Rapido non fermano |                                                       |                         |